# Oroposoma catascaphium
Oroposoma catascaphium är en mångfotingart som beskrevs av Karl Wilhelm Verhoeff 1936. Oroposoma catascaphium ingår i släktet Oroposoma och familjen knöldubbelfotingar. Inga underarter finns listade i Catalogue of Life.